# Netelia terebrator
Netelia terebrator là một loài tò vò trong họ Ichneumonidae.